# Salix amphibola
Salix amphibola ist ein zottig behaarter Strauch aus der Gattung der Weiden (Salix) mit bis zu 4 Zentimeter langen Blattspreiten. Das natürliche Verbreitungsgebiet der Art liegt in China.

## Beschreibung
Salix amphibola ist ein mehr oder weniger zottig behaarter Strauch. Die Laubblätter sind gestielt, die Blattspreite ist 1,2 bis 4 Zentimeter lang, 0,7 bis 1,7 Zentimeter breit, elliptisch bis breit-elliptisch, ganzrandig, mit abgerundeter Spitze und abgerundeter Blattbasis. Die Blattoberseite ist stumpf grün, die Unterseite rötlich grün und entlang der erhöhten Mittelrippe gelblichgrau und flaumig behaart. Es werden 10 Nervenpaare gebildet.
Als Blütenstände werden etwa 2,5 Zentimeter lange und 4 bis 5 Millimeter durchmessende Kätzchen gebildet. Der Blütenstandsstiel ist etwa 5 Millimeter lang, zottig behaart und mit Blättchen bewachsen. Die Blütenstandsachse ist fein behaart. Die Tragblätter sind etwa 1 Millimeter lang, verkehrt-eiförmig oder eiförmig und haben einen zottig behaarten Blattrand. Männliche Blüten haben eine adaxial gelegene, mehr oder weniger eiförmige Nektardrüse und zwei Staubblätter mit frei stehenden und an der Basis fein behaarten Staubfäden. Samenkätzchen sind 3,5 Zentimeter lang bei Durchmessern von etwa 8 Millimetern. Weibliche Blüten haben eine adaxial gelegene, etwa 0,2 Millimeter große beinahe eiförmige Nektardrüse. Der Fruchtknoten ist sitzend oder beinahe sitzend und mehr oder weniger zottig behaart. Der Griffel ist etwa 0,3 Millimeter lang und zweilappig, die Narbe ist zweispaltig. Als Früchte werden etwa 4 Millimeter große, elliptisch-lanzettliche, spärlich zottig behaarte Kapseln gebildet. Salix amphibola blüht von April bis Mai, die Früchte reifen im Juni.

## Vorkommen und Standortansprüche
Das natürliche Verbreitungsgebiet liegt auf Berghängen in 2300 bis 3000 Metern Höhe in der chinesischen Provinz Sichuan.

## Systematik
Salix amphibola ist eine Art aus der Gattung der Weiden (Salix) in der Familie der Weidengewächse (Salicaceae). Dort wird sie der Sektion Eriocladae  zugeordnet. Sie wurde 1916 von Camillo Karl Schneider erstmals wissenschaftlich beschrieben. Der Gattungsname Salix stammt aus dem Lateinischen und wurde schon von den Römern für verschiedene Weidenarten verwendet. Das Artepitheton amphibola stammt aus dem Griechischen, amphibolos bedeutet „doppeldeutig“ und wird für taxonomisch problematische Arten verwendet.

## Nachweise